# Kopojno
Kopojno – wieś w Polsce położona w województwie wielkopolskim, w powiecie słupeckim, w gminie Zagórów.

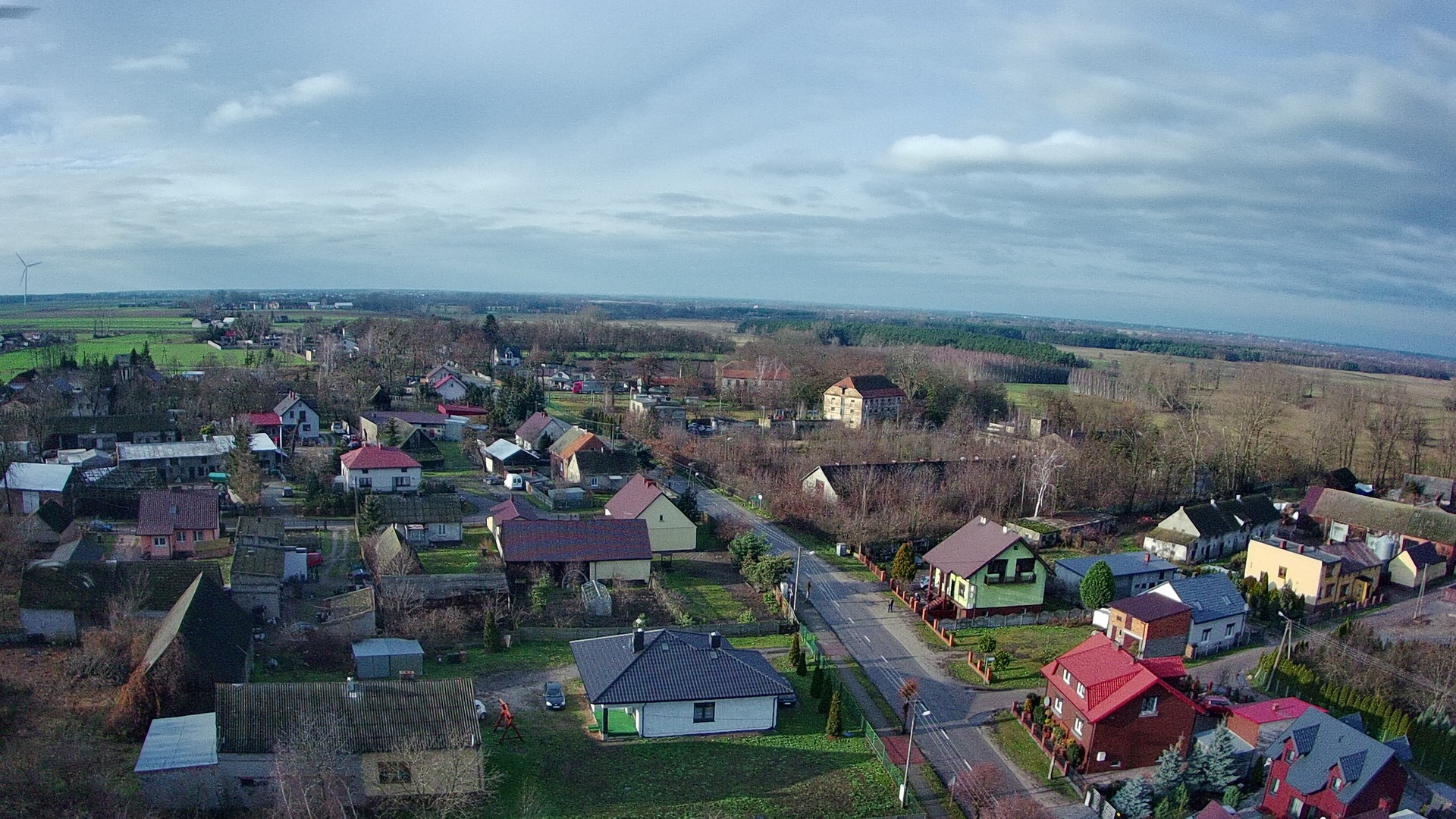
Widok z lotu ptaka na Kopojno

| SIMC    | Nazwa           | Rodzaj    |
| ------- | --------------- | --------- |
| 0301339 | Kopojno-Parcele | część wsi |

## Historia
Pierwsze wzmianki o Kopojnie spotykamy w dokumencie księcia wielkopolskiego Władysława Odonica i arcybiskupa gnieźnieńskiego Fulka z 23 września 1240.
Wieś duchowna, własność opata cystersów w Lądzie pod koniec XVI wieku leżała w powiecie konińskim województwa kaliskiego. W latach 1954–1957 wieś należała i była siedzibą władz gromady Kopojno, po jej zniesieniu w gromadzie Oleśnica. W latach 1975–1998 miejscowość administracyjnie należała do województwa konińskiego.

## Zabytki i osobliwości
We wsi znajduje się zabytkowy zespół pałacowy z 1. poł. XIX w. wpisany do krajowego rejestru zabytków pod nr rej.: 1378 z 23.02.1973 r. Składa się on z:
- pałacu,
- oficyny,
- spichlerza.

Na północny wschód od wsi, w niewielkim lesie na wschód od Czarnej Strugi, znajdują się słabo czytelne pozostałości dawnego cmentarza ewangelickiego.
We wsi stoi kaplica św. Floriana z 1996.

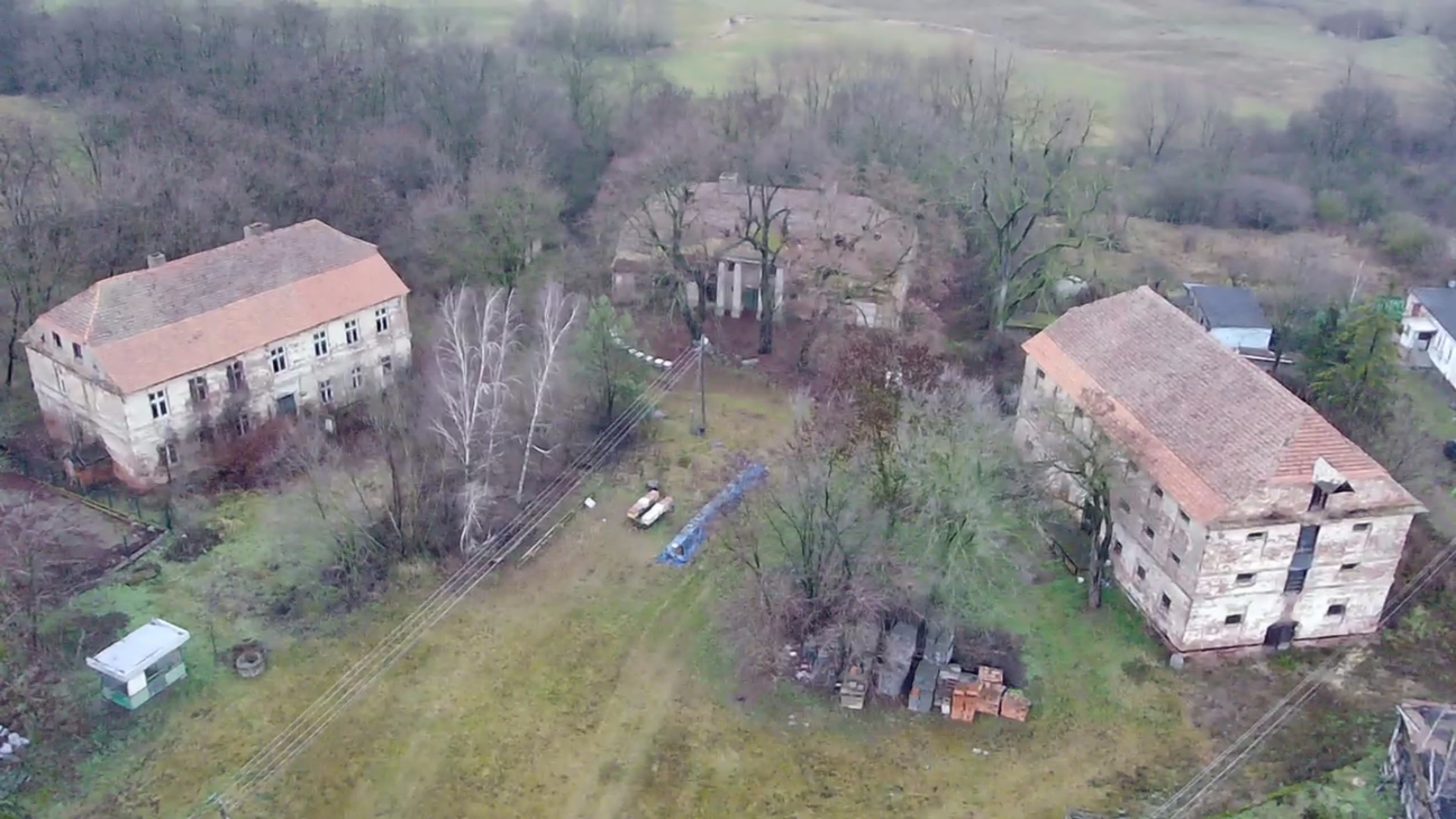
Zespół pałacowy w Kopojnie